# رمزية فاشية
الرمزية الفاشية هي استخدام بعض الصور والرموز المصممة لتمثل الفاشية، بما يشمل الرموز الوطنية ذات الأهمية التاريخية والأهداف والخطط السياسية. يعد الصليب المعقوف النازيّ الخاص بالحركة النازية أشهر هذه الرموز.

## أشهر الرموز الخاصة بالحركات الفاشية
يرتدي أعضاء الحركات الفاشية المنظمة زيًا عسكريًا موحدًا، ويستخدمون الرموز الوطنية التاريخية بصفتها رموزًا لحركتهم، ويعملون على نشر أفكارهم من خلال تنظيم مسيرات لأغراض دعائية. يقود الحركات الفاشية «زعيم» (على سبيل المثال، دوتشي أو فورر أو كوديلو) تبجله العامة علنًا باعتباره منقذًا للأمة. تستخدم بعض الحركات الفاشية التحية العسكرية.
أُشير إلى استخدام الرموز والرسومات وغيرها من الأعمال الفنية التي وضعتها الحكومات الفاشية والاستبدادية والشمولية باعتبارها جانبًا رئيسيًا من دعايتها. اعتمدت معظم الحركات الفاشية رموزًا لها أصول رومانية أو يونانية قديمة، فاستنسخت المعايير الرومانية الخاصة بالتجمعات، وتبنت رمز الفاسيز الروماني. اشتقت الكتائب الإسبانية التقليدية والجمعيات الدفاعية النقابية الوطنية اسمها من الكلمة الإسبانية التي تصف التشكيلة السلامية العسكرية اليونانية.

## الزي العسكري الحاوي على شارة وطنية
عادة ما تستخدم الحركات الفاشية المنظمة زيًا شبه عسكري يحمل رمز حركتها.
في إيطاليا، ارتدى أعضاء الحركة الفاشية الإيطالية عام 1919 زيًا عسكريًا أسود اللون، وأطلق على الحركة اسم القمصان السوداء. في السلطة، وخلال الحقبة الفاشية، امتد الزي الرسمي، الذي كان يحمل شعار فاسيز، أو نسرًا ممسكًا بالفاسيز على القبعة أو على الذراع الأيسر للزي، ليشمل الحزب والجيش. 
كانت الحركة النازية الفاشية في ألمانيا مشابهة للحركة الفاشية في إيطاليا، إذ ارتدى أعضاء الحركتين زيًا ملونًا، أطلقت المجموعة شبه العسكرية التي ارتدت الزي العسكري ذي اللون البني على المجموعة وعلى النازيين لقب «القمصان البنية». استخدم النازيون رمز الصليب المعقوف في زيهم الرسمي، واستنسخوا زي الفاشيين الإيطاليين مع رمز نسر يمسك صليبًا معقوفًا مزينًا بالأكاليل بدلًا من الفاسيز، ووضع أعضاء الحزب العلم النازي على الذراع الأيسر لزيهم.
استنسخت دول فاشية أخرى رمزية الفاشيين الإيطاليين والنازيين الألمان في حركاتهم إلى حد بعيد. بدا زيهم مشابهًا للزي العسكري وحمل الشارة القومية الخاصة بالحركة. ارتدى أعضاء الكتائب الإسبانية التقليدية والجمعيات الدفاعية النقابية الوطنية قمصانًا زرقاء داكنة ترمز إلى العمال الإسبان الذي اعتادوا ارتداء قمصانًا بهذا اللون. اسُتخدمت القلنسوات في الزي الرسمي للدول الفاشية أيضًا لتمثيل مؤيديها من أتباع الكارلية. ارتدى متطوعو الفرقة الزرقاء الإسبانية، الذين أُرسلوا إلى الجبهة الشرقية في الحرب العالمية الثانية في دعم (غير مباشر نسبيًا) للألمان، قمصان زرقاء وقبعات وسراويل عسكرية.

## استخدام الفاشية لشعارات النبالة
غالبًا ما رأت الحكومات الفاشية حاجة في تغيير شعارات دولها؛ ففي ألمانيا، كان يُنظر إلى شعار سلاح كوبورغ، الذي يظهر رأس القديس موريس، بازدراء بسبب طبيعته الدينية وغير الآرية. استُبدل الشعار في عام 1934 بشعار نبالة جديد يضم سيفًا وصليبًا معقوفًا. رأت ولاية تورينغن حاجة في دعم النظام النازي من خلال إضافة صليب معقوف إلى مخالب الأسد المرسوم على شعار النبالة. في إيطاليا، غالبًا ما يُستخدم شعار النبالة الرئيسي للإشارة إلى الولاء السياسي. في ظل حكومة موسوليني، تبنت العديد من العائلات شعار نبالة يحمل رمز فاسيز للإشارة إلى الحزب الوطني الفاشي، وكان يطلق على هذا العشار اسم كابو ديل ليتوريو. استخدم فرانسيسكو فرانكو، رأس نظام إسبانيا الفرانكوية، شعار نبالة شخصي يظهر فيه الحزام الملكي الخاص بمملكة قشتالة (الرمز الذي يستخدمه البلاط الملكي في قشتالة).